# Riepsdorf
Riepsdorf er en landsby og kommune i det nordlige Tyskland, beliggende i Amt Lensahn under Kreis Østholsten. Kreis Østholsten ligger i den østlige del af delstaten Slesvig-Holsten.

## Geografi
Riepsdorf er beliggende mellem Bundesstraße 501 og motorvejen A1 ved Oldenburger Graben, en lavning mellem Lübeck Bugt og Hohwachter Bucht, der er præget af moser og vådområder.